# Timo Boll
Timo Boll (ur. 8 marca 1981 w Erbach) – niemiecki były tenisista stołowy, czterokrotny medalista olimpijski, medalista mistrzostw świata i dwudziestokrotny mistrz Europy. Ostatnio grał w Borussii Düsseldorf.

## Życiorys
Grę w tenisa stołowego zaczął trenować w wieku 4 lat. Jego pierwszym klubem było TSV Höchst, gdzie występował w latach 1986–1994. W sezonie 1994/1995 był zawodnikiem FTG Frankfurt, a następnie w latach 1997–2007 reprezentował barwy TTV Gönnern. W latach 1995–1998 zdobył dziewięć złotych i trzy srebrne medale mistrzostw Europy juniorów. Pierwszy medal na międzynarodowych zawodach zdobył w 2000. Był to srebrny medal Mistrzostw Europy w turnieju drużyn narodowych, który uzyskał jako członek reprezentacji Niemiec. Od 2007 roku do końca swojej kariery w czerwcu 2025 roku był piłkarzem Borussii Düsseldorf.

## Sukcesy
Na podstawie.

### Igrzyska olimpijskie
- 2016 – brązowy medal (drużynowo)
- 2012 – brązowy medal (drużynowo)
- 2008 – srebrny medal (drużynowo)

### Mistrzostwa świata
- 2018 – srebrny medal (drużynowo)
- 2014 – srebrny medal (drużynowo)
- 2012 – srebrny medal (drużynowo)
- 2011 – brązowy medal (gra pojedyncza)
- 2010 – srebrny medal (drużynowo)
- 2006 – brązowy medal (drużynowo)
- 2005 – srebrny medal (gra podwójna)
- 2004 – srebrny medal (drużynowo)

### Mistrzostwa Europy
- 2020 – złoty medal (gra pojedyncza)
- 2019 – złoty medal (drużynowo)
- 2018 – złoty medal (gra pojedyncza)
- 2017 – złoty medal (drużynowo)
- 2016 – brązowy medal (gra pojedyncza)
- 2014 – srebrny medal (drużynowo)
- 2012 – złoty medal (gra pojedyncza)
- 2011 – złoty medal (gra pojedyncza)
- 2011 – złoty medal (drużynowo)
- 2010 – złoty medal (gra pojedyncza)
- 2010 – złoty medal (drużynowo)
- 2010 – złoty medal (gra podwójna)
- 2009 – brązowy medal (gra pojedyncza)
- 2009 – złoty medal (drużynowo)
- 2009 – złoty medal (gra podwójna)
- 2008 – złoty medal (gra pojedyncza)
- 2008 – złoty medal (drużynowo)
- 2008 – złoty medal (gra podwójna)
- 2007 – złoty medal (gra pojedyncza)
- 2007 – złoty medal (drużynowo)
- 2007 – złoty medal (gra podwójna)
- 2005 – brązowy medal (gra podwójna)
- 2003 – brązowy medal (gra pojedyncza)
- 2002 – złoty medal (gra pojedyncza)
- 2002 – złoty medal (gra podwójna)
- 2002 – srebrny medal (drużynowo)
- 2000 – srebrny medal (drużynowo)